# Juan García i Montenegro
Juan García i Montenegro o Joan Garcia Mont-negre —complet: Juan de García i Montenegro— (Lugo, 1716 — la Seu d'Urgell, 1783) fou un religiós d'origen gallec que ostentà el títol de bisbe d'Urgell i copríncep d'Andorra (1780-1783).
Estigué al capdavant del bisbat des del setembre de 1780 fins a la seva mort al maig de 1783 i, com a copríncep, compartí coprincipat amb Lluís XVI de França (copríncep laic).